# Eurovisiesongfestival 2011
Het Eurovisiesongfestival 2011 was de 56ste editie van de liedjeswedstrijd. Deze editie van het Eurovisiesongfestival werd georganiseerd in Düsseldorf, Duitsland. De twee halve finales vonden plaats op 10 mei en 12 mei, en de finale op 14 mei 2011. Voor het eerst sinds 1958 nam de titelverdediger, Lena, opnieuw deel in het jaar na de winst. Oostenrijk deed weer mee aan het songfestival na een afwezigheid van vier jaar, Italië deed weer mee na een afwezigheid van veertien jaar, wat hun een tweede plaats opleverde. San Marino is weer van de partij na drie jaar afwezigheid en ook Hongarije keert terug na in 2010 te hebben afgehaakt. 43 landen hadden zich aangemeld voor de editie in Düsseldorf, evenveel als de recordeditie van 2008. Azerbeidzjan won het festival voor de eerste maal in de geschiedenis. Italië werd tweede, Zweden vervolledigde het podium.

## Gaststad
Het Eurovisiesongfestival 2011 was het eerste festival dat in Duitsland werd gehouden sinds de Duitse hereniging in 1990. West-Duitsland organiseerde het festival wel al in 1957, in Frankfurt am Main, en in 1983, in München. Duitsland is ook het eerste lid van de Grote Vijf dat organisator is, sinds het invoeren van de regel in 2000, waardoor de vijf grootste financiers van de EBU (Duitsland, Frankrijk, Spanje, het Verenigd Koninkrijk en Italië) rechtstreeks geplaatst waren voor de finale van het Eurovisiesongfestival.
NDR gaf aan dat er 23 steden aan de criteria voldeden om gaststad van het Eurovisiesongfestival 2011 te kunnen worden. Acht steden toonden uiteindelijk interesse voor de organisatie van het evenement: Berlijn, Düsseldorf, Frankfurt am Main, Gelsenkirchen, Hamburg, Hannover, Keulen en München. Uiteindelijk bleven er in augustus 2010 nog vier mogelijke gaststeden in de running: Berlijn, Düsseldorf, Hamburg en Hannover.
Alle steden gaven ook de mogelijke plaats van gebeuren aan. Berlijn wilde het festival huisvesten in een gigantische tent in de buurt van de hangars van de voormalige luchthaven Berlin-Tempelhof. Düsseldorf stelde voor de Esprit Arena als thuishaven te laten fungeren. Hamburg en Hannover wilden dan weer de terreinen waar in het verleden de wereldtentoonstellingen plaatsvonden, gebruiken. In oktober trok Hamburg zijn kandidatuur echter terug. De stad vreesde niet in staat te zijn om een geschikte locatie te kunnen aanbieden.
Er werd beslist dat Düsseldorf het festival zou organiseren in de ESPRIT arena. Het stadion kreeg voor het festival wel een tijdelijke andere naam omdat Esprit Holdings geen sponsor was van het evenement. Tijdens het Eurovisiesongfestival zou het stadion dan ook Düsseldorf Arena heten.
Volgens de Duitse krant Der Westen zou het ombouwen van het voetbalstadion ongeveer zes weken in beslag nemen. Het stadion bood tijdens het festival plaats voor zo'n 24.000 toeschouwers. Düsseldorf zelf bood 23.000 hotelbedden aan. Verder waren er ook nog 2000 extra bedden in de rand rond de stad en op schepen langs de Rijn. De luchthaven van Düsseldorf ligt in de buurt van de arena, waardoor het festival makkelijk bereikbaar was voor buitenlandse fans. Een atletiekstadion in de buurt figureerde ook als perscentrum. Er was plaats voor 1500 journalisten uit binnen- en buitenland. Grootste struikelblok was echter de huisvesting van voetbalclub Fortuna Düsseldorf, die de Esprit arena als thuisbasis heeft. De stad Düsseldorf zou speciaal voor de club het Paul Janesstadion aanpassen aan de vereisten van de Tweede Bundesliga, zodat dat stadion gedurende de periode dat de Esprit arena onbeschikbaar is, als thuisbasis kon fungeren voor Fortuna. Uiteindelijk werd echter besloten een tijdelijk stadion te bouwen vlak naast de Esprit arena.

## Formule

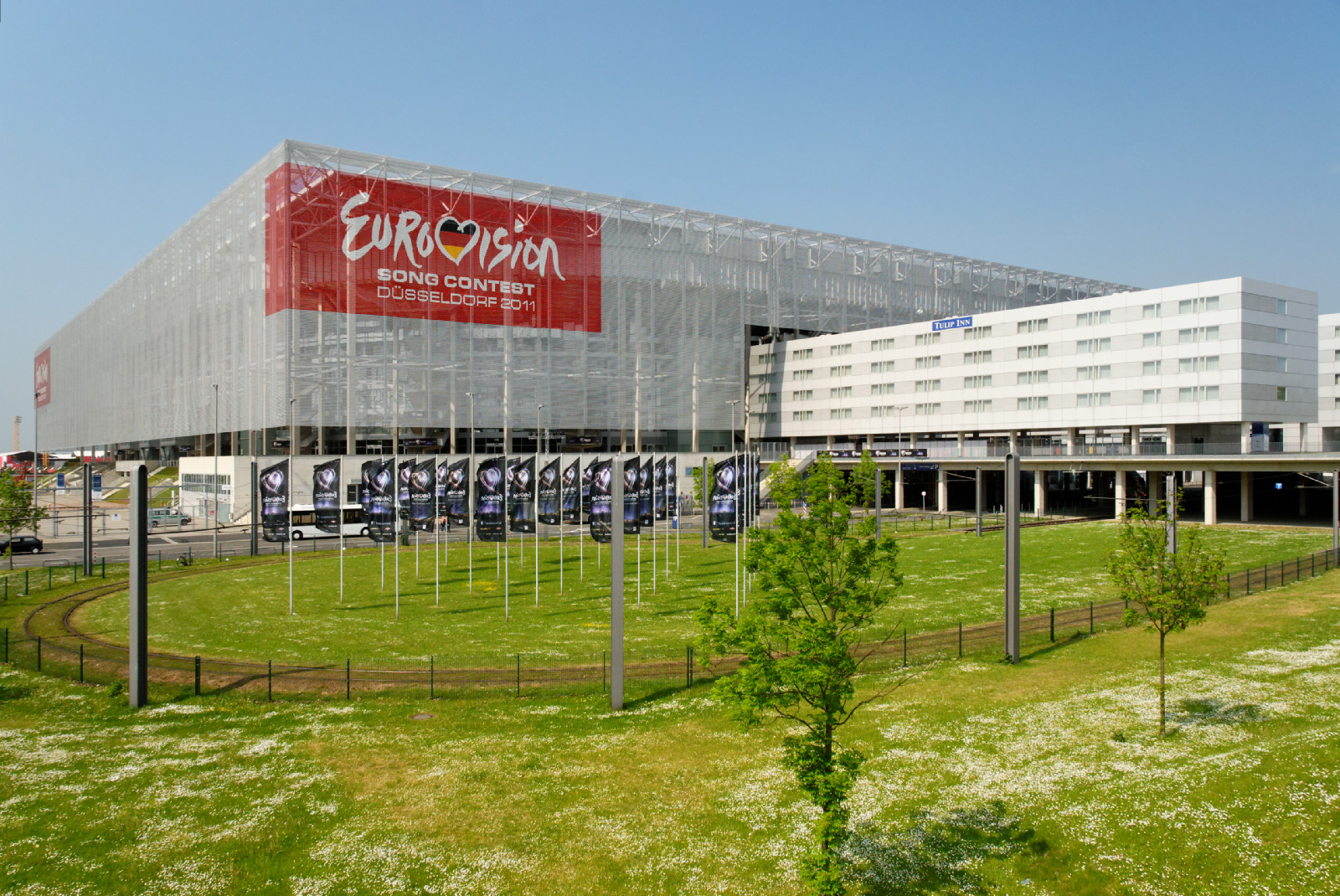
De Esprit Arena wordt speciaal voor het festival omgedoopt tot Düsseldorf Arena.

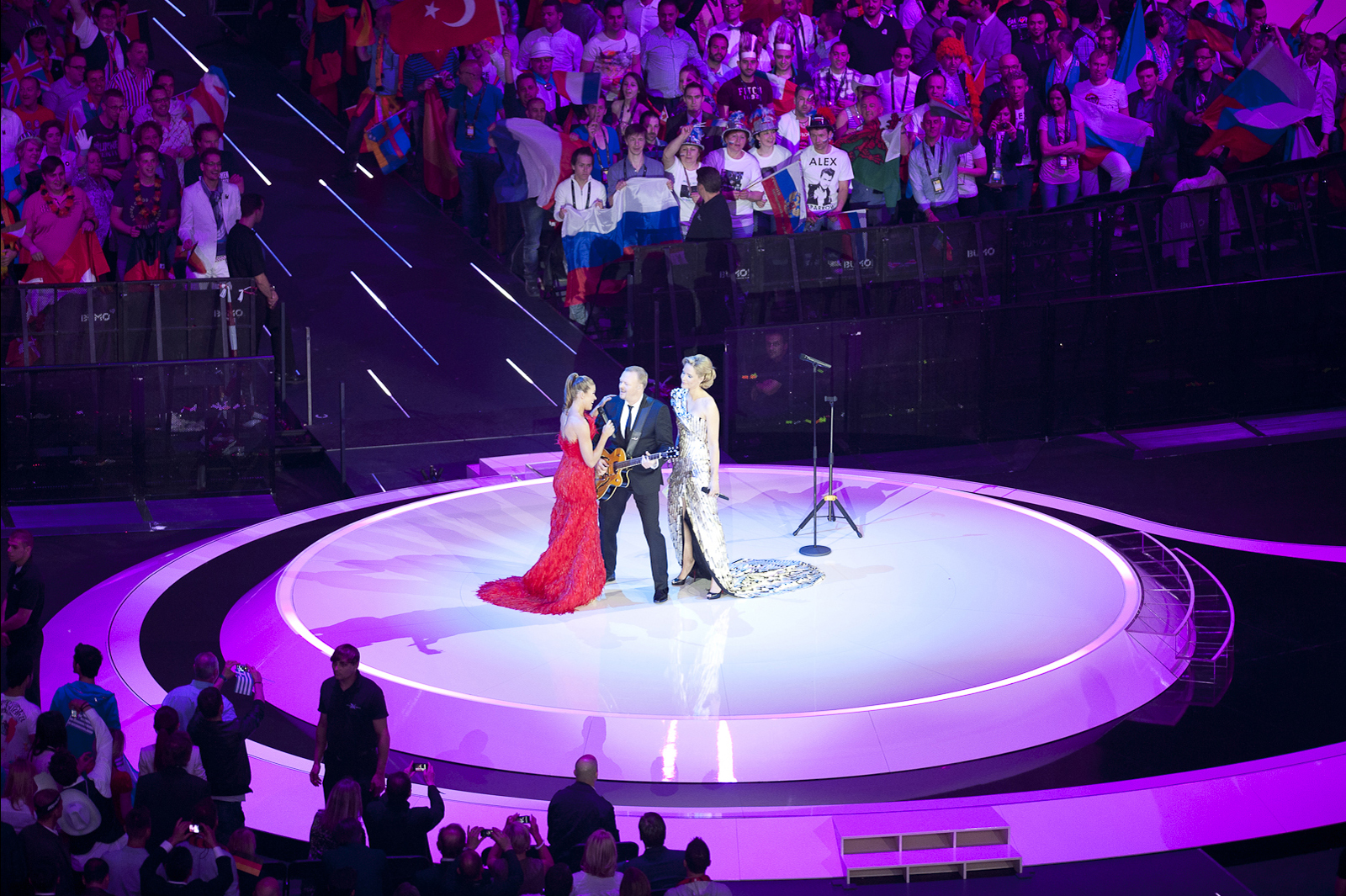
De drie presentatoren van het festival: Anke Engelke, Judith Rakers en Stefan Raab.

Als gastheer en winnaar van de editie van vorig jaar was Duitsland rechtstreeks geplaatst voor de finale. Als lid van de Grote Vier had Duitsland dit privilege sowieso al, waardoor er een plek vrij kwam in de finale. Er werd gesuggereerd deze plaats toe te kennen aan Turkije, dat tweede eindigde in 2010. Op deze manier zou de finale 25 landen blijven tellen. In augustus werd op de Reference Groupmeeting in Belgrado echter beslist dat er geen extra land in de finale zou worden toegelaten, en dat de formule van tien finalisten uit elke halve finale behouden bleef. Hierdoor zou de finale slechts 24 deelnemende landen kennen. Alleen indien Italië terugkeerde naar het festival zou de finale toch 25 landen tellen. Begin december 2010 besliste Italië om terug te keren op het festival, waardoor de finale wel weer 25 landen telde en de Grote Vier sindsdien de Grote Vijf is.

#### Presentatoren
Anke Engelke, Stefan Raab en Judith Rakers presenteerden de drie shows van het Eurovisiesongfestival 2011. Het was voor de derde keer in de geschiedenis dat drie presentatoren de show verzorgen. Eerder gebeurde dit op de festivals van 1999 en 2010.
Anke Engelke werd geboren op 21 december 1961 in Montreal, Canada. Ze is drietalig: ze spreekt Duits, Engels en Frans. Op haar zesde verhuisde ze samen met haar ouders naar Keulen. Op haar twaalfde was ze voor het eerst op televisie te zien. Engelke is een geroemd comédienne en actrice en presenteert geregeld grote shows voor de Duitse televisie, zoals de Berlinale. Engelke zingt reeds twintig jaar in een soulband en zei een grote fan te zijn van ABBA, de Zweedse winnaar van het Eurovisiesongfestival 1974.
Stefan Raab werd geboren op 20 oktober 1966 in Keulen en is de bekendste van de drie presentatoren. Hij is presentator, komiek, entertainer, zanger en componist. Raab studeerde aan het Aloisiuskolleg in Bonn. Voor hij komiek was, werkte hij enkele jaren als slager en studeerde hij rechten. Na tweeënhalf jaar stopte hij evenwel met zijn studies. Raab schreef reeds drie Duitse bijdrages. Met Guildo hat euch lieb! werden Guildo Horn & Die Orthopädischen Strümpfe zevende in 1997. Raab was ook dirigent van dit knotsgekke nummer, ook al speelde het orkest niet mee tijdens dit nummer. In 2000 stond hij zelf op het podium in Stockholm. Met Wadde hadde dudde da? werd hij knap vijfde. Zijn derde bijdrage voor het festival was Can't wait until tonight, vertolkt door Max. Het nummer haalde opnieuw een plaats in de top tien, namelijk de achtste. Daarnaast is hij ook de man achter de formule van de Duitse preselectie van 2010, waar Lena Meyer-Landrut werd gekozen om Duitsland te vertegenwoordigen in Oslo. Naast al zijn activiteiten voor het Eurovisiesongfestival is Stefan Raab ook presentator op de commerciële zender ProSieben.
Judith Rakers werd geboren op 6 januari 1976 in Paderborn en werd door haar alleenstaande vader opgevoed in Bad Lippspringe. Nadat ze was geslaagd aan het Pelizaeusgymnasium in haar geboorteplaats Paderborn, studeerde ze journalistiek, communicatiewetenschappen, Duitse letterkunde en moderne en hedendaagse geschiedenis aan de Universiteit van Münster. Daar presenteerde ze ook voor het eerst: op Radio Münster. Ze is sinds 2005 een van de gezichten van Tagesschau op ARD, het belangrijkste journaal van Duitsland. Naast Tagesschau presenteert Rakers ook meermaals Tagesthemen, Nachtmagazin en Morgenmagazin. Op de NDR presenteert ze 3 Nach 9, een talkshow. Eerder presenteerde ze er van 2004 tot begin 2010 ook het Hamburgs journaal en werkte ze er voor de radio.

#### Potindeling
In januari vond de loting plaats om te bepalen welke landen in welke halve finale uitkomen. Voor de verdeling van de halvefinalisten over twee halve finales, werd net als voorbijgaande jaren gebruikgemaakt van een potindeling. Landen die vaak op elkaar stemmen, werden in dezelfde groep geplaatst. Uit elke groep gingen drie landen naar de ene halve finale, de rest (drie of vier, naargelang de pot), ging naar de andere halve finale.
| Pot 1                                                                       | Pot 2                                               | Pot 3                                                             | Pot 4                                               | Pot 5                                            | Pot 6                                                     |
| --------------------------------------------------------------------------- | --------------------------------------------------- | ----------------------------------------------------------------- | --------------------------------------------------- | ------------------------------------------------ | --------------------------------------------------------- |
| Albanië Bosnië en Herzegovina Kroatië Macedonië Servië Slovenië Zwitserland | Denemarken Estland Finland IJsland Noorwegen Zweden | Azerbeidzjan Georgië Israël Moldavië Oekraïne Rusland Wit-Rusland | Armenië België Cyprus Griekenland Nederland Turkije | Ierland Letland Litouwen Malta Portugal Roemenië | Bulgarije Hongarije Oostenrijk Polen San Marino Slowakije |

## Deelnemende landen
43 landen bevestigden te zullen deelnemen aan het Eurovisiesongfestival 2011. Oostenrijk, Italië, San Marino en Hongarije lieten weten te zullen terugkeren op het festival, respectievelijk na drie, dertien, twee jaar en één jaar afwezigheid. De EBU probeerde Radiotelevisione Italiana al jaren tevergeefs te laten terugkeren. De Slowaakse nationale omroep gaf eerst te kennen de financiën niet op orde te kunnen krijgen voor een deelname aan het festival in 2011, ondanks de enorme populariteit van het festival in eigen land. STV trok zich in eerste instantie terug, maar eind 2010 gaf de omroep aan dat het land toch zou deelnemen aan het festival. Het land stond ook op de officiële deelnemerslijst die de EBU eind december publiceerde. Begin januari maakte STV echter bekend toch niet te zullen deelnemen in Düsseldorf. Twee weken later werd de beslissing nogmaals herroepen: Slowakije zou erbij zijn in Düsseldorf.
Landen die wilden deelnemen, konden zich inschrijven tot eind november. Tot 20 december kon elke omroep zich nog kosteloos terugtrekken uit het festival. Op 31 december werd de definitieve lijst met landen bekendgemaakt door de EBU. Op 17 januari werd geloot welk land in welke halve finale moet aantreden. De uiterste datum voor het kiezen van het nummer waarmee men naar Düsseldorf trok, was 14 maart 2011. Een dag later werd de startorde voor de halve finales en de finale geloot.
Lange tijd waren er speculaties over een mogelijke terugtrekking van Israël op het Eurovisiesongfestival. De dag van de eerste halve finale, 10 mei, is namelijk een nationale herdenkingsdag in Israël. De EBU besliste later in te gaan op het verzoek van IBA om meteen te worden ingedeeld in de tweede halve finale.

## Finale

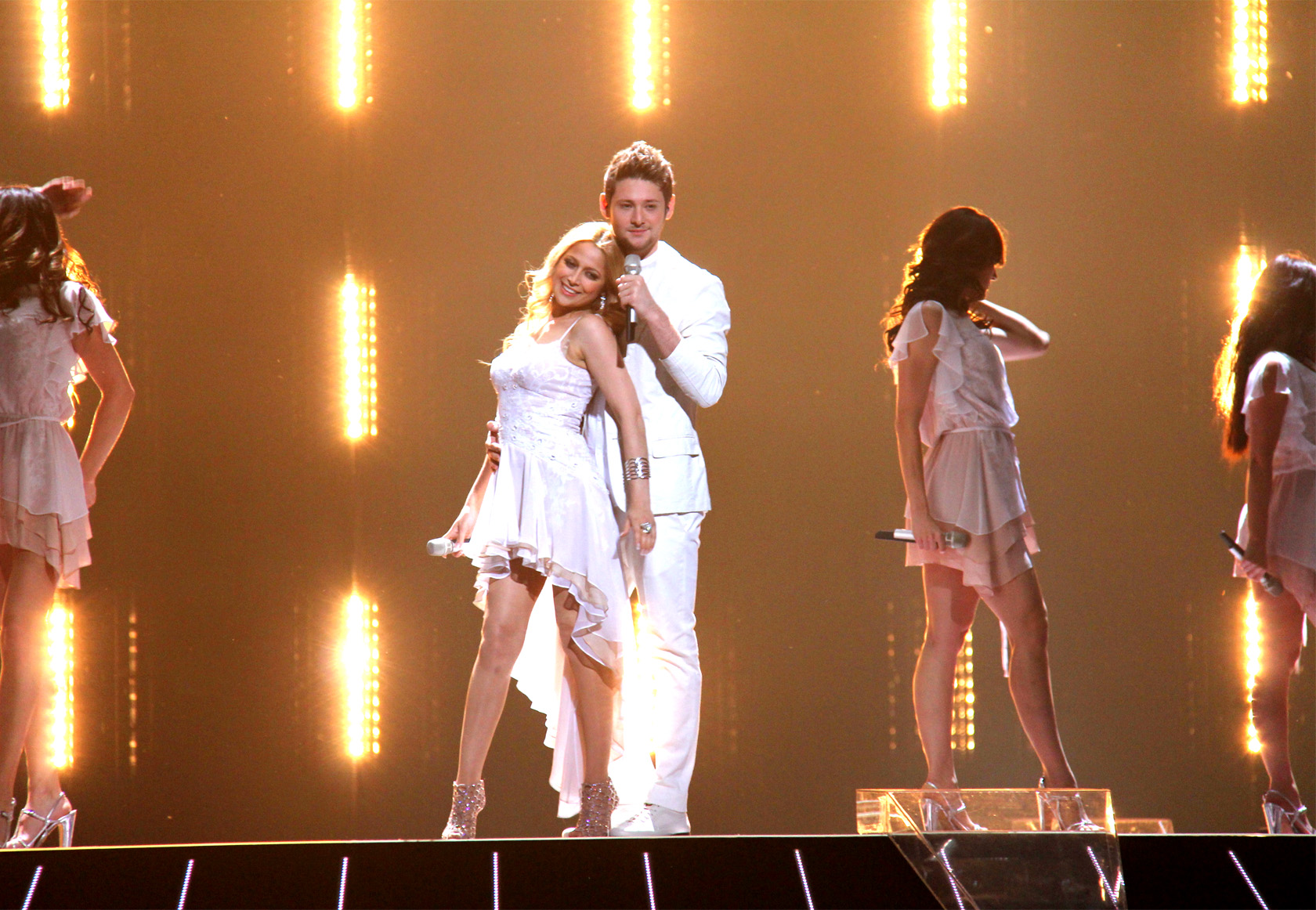
Ell & Nikki zorgden voor de eerste overwinning uit de geschiedenis voor Azerbeidzjan.

| Plaats | Land                  | Taal                | Artiest                          | Lied                    | Punten |
| ------ | --------------------- | ------------------- | -------------------------------- | ----------------------- | ------ |
| 1      | Azerbeidzjan          | Engels              | Ell & Nikki                      | Running scared          | 221    |
| 2      | Italië                | Italiaans en Engels | Raphael Gualazzi                 | Madness of love         | 189    |
| 3      | Zweden                | Engels              | Eric Saade                       | Popular                 | 185    |
| 4      | Oekraïne              | Engels              | Mika Newton                      | Angel                   | 159    |
| 5      | Denemarken            | Engels              | A Friend in London               | A new tomorrow          | 134    |
| 6      | Bosnië en Herzegovina | Engels en Bosnisch  | Dino Merlin                      | Love in rewind          | 125    |
| 7      | Griekenland           | Engels en Grieks    | Loukas Giorkas feat. Stereo Mike | Watch my dance          | 120    |
| 8      | Ierland               | Engels              | Jedward                          | Lipstick                | 119    |
| 9      | Georgië               | Engels              | Eldrine                          | One more day            | 110    |
| 10     | Duitsland             | Engels              | Lena Meyer-Landrut               | Taken by a stranger     | 107    |
| 11     | Verenigd Koninkrijk   | Engels              | Blue                             | I can                   | 100    |
| 12     | Moldavië              | Engels              | Zdob și Zdub                     | So lucky                | 97     |
| 13     | Slovenië              | Engels              | Maja Keuc                        | No one                  | 96     |
| 14     | Servië                | Servisch            | Nina                             | Čaroban                 | 85     |
| 15     | Frankrijk             | Corsicaans          | Amaury Vassili                   | Sognu                   | 82     |
| 16     | Rusland               | Engels              | Aleksej Vorobjov                 | Get you                 | 77     |
| 17     | Roemenië              | Engels              | Hotel FM                         | Change                  | 77     |
| 18     | Oostenrijk            | Engels              | Nadine Beiler                    | The secret is love      | 64     |
| 19     | Litouwen              | Engels en Frans     | Evelina Sašenko                  | C'est ma vie            | 63     |
| 20     | IJsland               | Engels              | Sigurjón's Friends               | Coming home             | 61     |
| 21     | Finland               | Engels              | Paradise Oskar                   | Da da dam               | 57     |
| 22     | Hongarije             | Engels en Hongaars  | Kati Wolf                        | What about my dreams?   | 53     |
| 23     | Spanje                | Spaans              | Lucía Pérez                      | Que me quiten lo bailao | 50     |
| 24     | Estland               | Engels              | Getter Jaani                     | Rockefeller Street      | 44     |
| 25     | Zwitserland           | Engels              | Anna Rossinelli                  | In love for a while     | 19     |

## Eerste halve finale

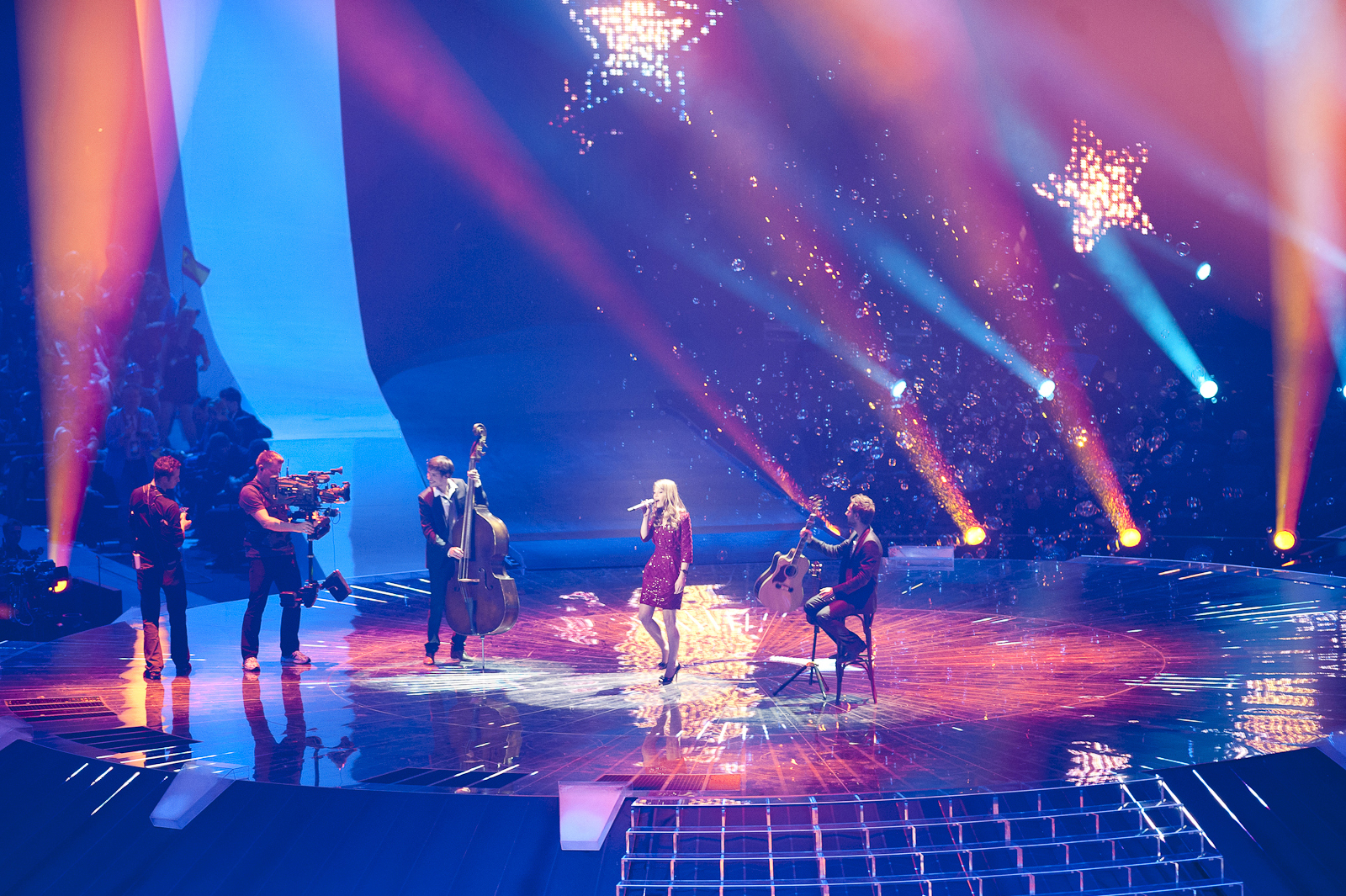
Anna Rossinelli kon met haar tiende plaats nog net een finaleticket voor Zwitserland bemachtigen.

Griekenland won de eerste halve finale, voor uiteindelijke winnaar Azerbeidzjan. Armenië en Turkije wisten zich voor het eerst niet te plaatsen voor de finale. Spanje en het Verenigd Koninkrijk stemden mee in deze halve finale.
Tijdens de eerste halve finale waren er in heel Europa technische problemen. In tien landen viel het commentaar weg en moesten de commentatoren het tijdelijk met een telefoonverbinding doen. Daarnaast bleken er ook nog geluidsproblemen te zijn tijdens de optredens. In Spanje bijvoorbeeld moest men het ruim de helft van het Noorse nummer Haba haba zonder geluid doen. Officiële protesten zijn er niet gekomen, vragen vanuit Zweden echter wel. Ook onder delegaties rees de vraag of deze problemen er iets mee te maken hadden dat de eerste vijf optredende landen in de eerste halve finale, Polen, Noorwegen, Albanië, Armenië en Turkije, zich alle vijf niet plaatsten voor de finale. De EBU besloot geen actie te ondernemen.
| Plaats | Land         | Taal               | Artiest                          | Lied                  | Punten |
| ------ | ------------ | ------------------ | -------------------------------- | --------------------- | ------ |
| 1      | Griekenland  | Engels en Grieks   | Loukas Giorkas feat. Stereo Mike | Watch my dance        | 133    |
| 2      | Azerbeidzjan | Engels             | Ell & Nikki                      | Running scared        | 122    |
| 3      | Finland      | Engels             | Paradise Oskar                   | Da da dam             | 103    |
| 4      | IJsland      | Engels             | Sjonni's Friends                 | Coming home           | 100    |
| 5      | Litouwen     | Engels en Frans    | Evelina Sašenko                  | C'est ma vie          | 81     |
| 6      | Georgië      | Engels             | Eldrine                          | One more day          | 74     |
| 7      | Hongarije    | Engels en Hongaars | Kati Wolf                        | What about my dreams? | 72     |
| 8      | Servië       | Servisch           | Nina                             | Čaroban               | 67     |
| 9      | Rusland      | Engels             | Aleksej Vorobjov                 | Get you               | 64     |
| 10     | Zwitserland  | Engels             | Anna Rossinelli                  | In love for a while   | 55     |
| 11     | Malta        | Engels             | Glen Vella                       | One life              | 54     |
| 12     | Armenië      | Engels             | Emmy                             | Boom boom             | 54     |
| 13     | Turkije      | Engels             | Yüksek Sadakat                   | Live it up            | 47     |
| 14     | Albanië      | Engels             | Aurela Gaçe                      | Feel the passion      | 47     |
| 15     | Kroatië      | Engels             | Daria Kinzer                     | Celebrate             | 41     |
| 16     | San Marino   | Engels             | Senit                            | Stand by              | 34     |
| 17     | Noorwegen    | Engels en Swahili  | Stella Mwangi                    | Haba haba             | 30     |
| 18     | Portugal     | Portugees          | Homens da Luta                   | A luta é alegria      | 22     |
| 19     | Polen        | Pools              | Magdalena Tul                    | Jestem                | 18     |

## Tweede halve finale

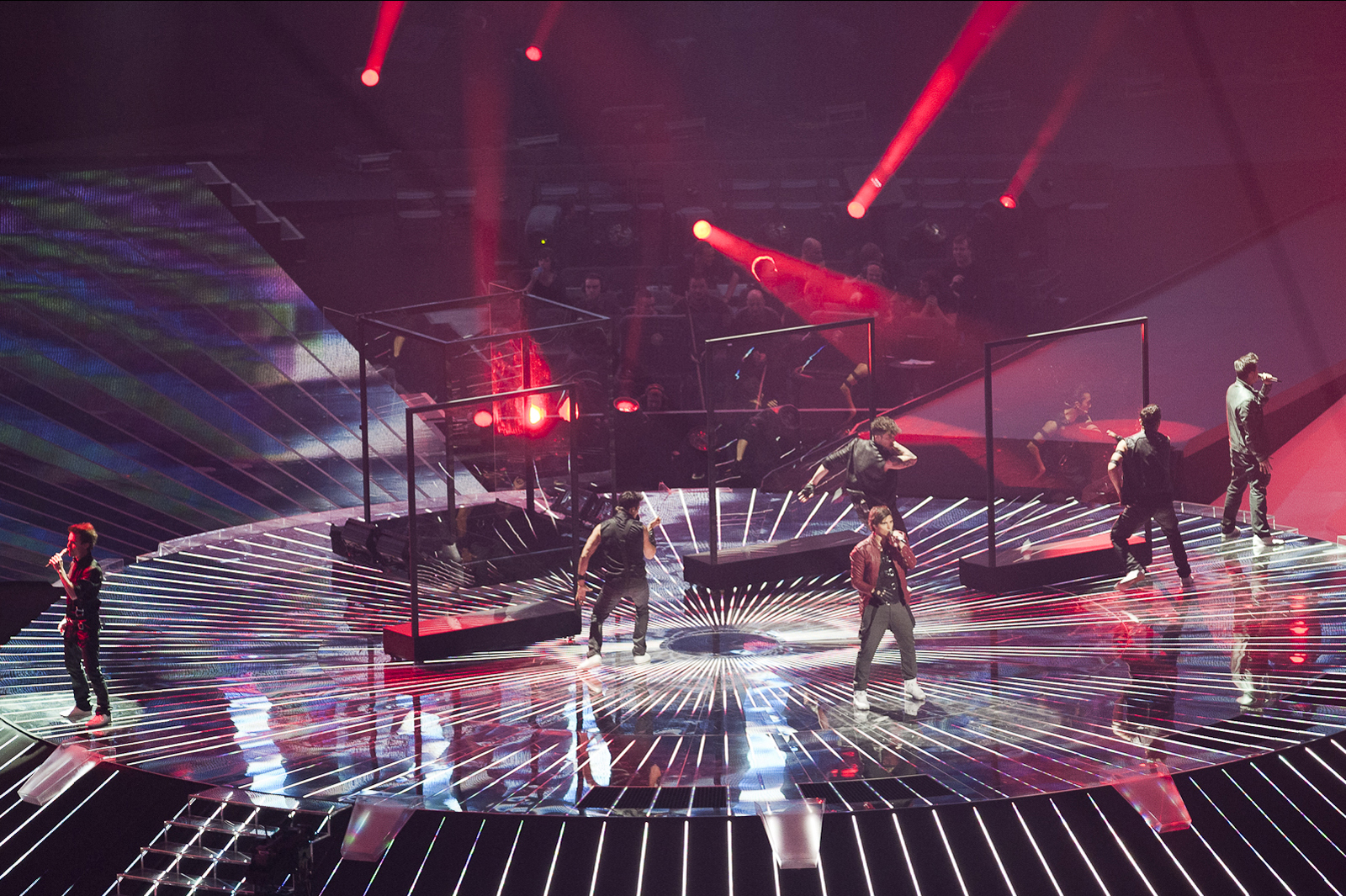
Eric Saade won namens Zweden de tweede halve finale.

België wist zich net niet te plaatsen en eindigde elfde. Witloof Bay kreeg 53 punten, gekregen van Oostenrijk (1), Bosnië en Herzegovina (8), Bulgarije (6), Cyprus (2), Estland (1), Frankrijk (6), Israël (2), Italië (2), Letland (3), Moldavië (6), Roemenië (8), Slovenië (2) en Nederland (6). België gaf zelf één punt aan Bulgarije, twee aan Israël, drie aan Slowakije, vier aan Bosnië en Herzegovina, vijf aan Ierland, zes aan Estland, zeven aan Denemarken, acht aan Nederland, tien aan Roemenië en twaalf aan Zweden. Oostenrijk plaatste zich voor de eerste keer via de halve finale.
Nederland wist zich voor het zevende jaar op rij niet te plaatsen voor de finale. De 3JS eindigden op de laatste plaats, met 13 punten, gekregen van België (8) en Bulgarije (5). Nederland gaf zelf één punt aan Ierland, twee aan Bulgarije, drie aan Oostenrijk, vier aan Roemenië, vijf aan Israël, zes aan België, zeven aan Denemarken, acht aan Slovenië, tien aan Bosnië en Herzegovina en twaalf aan Zweden.
Duitsland, Frankrijk en Italië stemden mee in deze halve finale.
| Plaats | Land                  | Taal                | Artiest              | Lied                  | Punten |
| ------ | --------------------- | ------------------- | -------------------- | --------------------- | ------ |
| 1      | Zweden                | Engels              | Eric Saade           | Popular               | 155    |
| 2      | Denemarken            | Engels              | A Friend in London   | A new tomorrow        | 135    |
| 3      | Slovenië              | Engels              | Maja Keuc            | No one                | 112    |
| 4      | Roemenië              | Engels              | Hotel FM             | Change                | 111    |
| 5      | Bosnië en Herzegovina | Engels en Bosnisch  | Dino Merlin          | Love in rewind        | 109    |
| 6      | Oekraïne              | Engels              | Mika Newton          | Angel                 | 81     |
| 7      | Oostenrijk            | Engels              | Nadine Beiler        | The secret is love    | 69     |
| 8      | Ierland               | Engels              | Jedward              | Lipstick              | 68     |
| 9      | Estland               | Engels              | Getter Jaani         | Rockefeller Street    | 60     |
| 10     | Moldavië              | Engels              | Zdob și Zdub         | So lucky              | 54     |
| 11     | België                | Engels              | Witloof Bay          | With love baby        | 53     |
| 12     | Bulgarije             | Bulgaars            | Poli Genova          | Na inat               | 48     |
| 13     | Slowakije             | Engels              | TWiiNS               | I'm still alive       | 48     |
| 14     | Wit-Rusland           | Engels              | Anastasiya Vinnikova | I love Belarus        | 45     |
| 15     | Israël                | Hebreeuws en Engels | Dana International   | Ding dong             | 38     |
| 16     | Macedonië             | Macedonisch         | Vlatko Ilievski      | Rusinka               | 36     |
| 17     | Letland               | Engels              | Musiqq               | Angel in disguise     | 25     |
| 18     | Cyprus                | Grieks              | Christos Mylordos    | San aggelos s'agapisa | 16     |
| 19     | Nederland             | Engels              | 3JS                  | Never alone           | 13     |

## Terugkerende landen

Deelnemende landen
Landen die in het verleden deelgenomen hebben
Landen uitgeschakeld in de halve finale

- Hongarije: na een sabbatjaar kreeg de Hongaarse nationale omroep de financiën net op tijd op orde om te kunnen deelnemen in Düsseldorf.
- Italië: na een afwezigheid van dertien jaar keerde Italië terug op het Eurovisiesongfestival.
- Oostenrijk: na een afwezigheid van drie jaar keerde Oostenrijk ook terug op het festival.
- San Marino: na twee jaar afwezigheid keerde San Marino terug. Het ministaatje gaf aan te willen terugkeren, maar kreeg de financiën niet op orde. Toen bleek dat buurland Italië opnieuw zou deelnemen, werd een extra inspanning gedaan om toch te kunnen deelnemen in Düsseldorf.

## Terugkerende artiesten
| Land                  | Artiest                                     | Plaats | Eerdere deelname                   | Plaats toen |
| --------------------- | ------------------------------------------- | ------ | ---------------------------------- | ----------- |
| Bosnië en Herzegovina | Dino Merlin                                 | 6      | Bosnië en Herzegovina 1999         | 7           |
| Duitsland             | Lena                                        | 10     | Duitsland 2010                     | 1           |
| IJsland               | Gunnar Ólafsson (deel van Sjonni's Friends) | 20     | IJsland 2001 (deel van Two Tricky) | 22          |
| Israël                | Dana International                          | 15 HF  | Israël 1998                        | 1           |
| Moldavië              | Zdob și Zdub                                | 12     | Moldavië 2005                      | 6           |

## Trivia
- De Noorse deelneemster Stella Mwangi zong haar lied Haba haba deels in het Engels en deels in het Swahili. Het was voor het eerst dat er een lied werd gezongen in een Afrikaanse taal op het songfestivalpodium.
- Ierland en Slowakije stuurden allebei een tweeling naar Duitsland.